# La Casa Ida
Pour les articles homonymes, voir Ida.
 (octobre 2019).
La Casa Ida est un medialab[Quoi ?] actif à Lima, au Pérou, entre 2006 et 2014, dont la mission porte sur la recherche, la production et la formation aux pratiques artistiques technologiques. 
Il a été fondé par un groupe d'artistes contemporains sous la direction de l'architecte et chercheur en arts électroniques Alvaro Pastor,.

## Travaux
Les principaux domaines de travail comprenaient la recherche sur les relations entre les artistes et les ordinateurs, l’éducation et la formation dans le compétences des arts électroniques, la promotion de la production artistique et l’exposition d’œuvres audiovisuelles expérimentales, ainsi que la promotion de l’accès aux technologies open source pour la production et l'innovation artistique et culturelle.
Située sur la célèbre avenue La Colmena, dans la vieille ville, La Casa Ida proposait un laboratoire informatique multimédia, des installations de production audiovisuelle et de postproduction, un espace de résidence pour artistes et chercheurs, ainsi que des espaces d'exposition et concerts de musique,.
Depuis 2008, le site Web institutionnel est devenu un plateforme de publication de musique expérimentale et électronique.
En 2011, La Casa Ida a fondé l'Instituto Arte Electronica (Institut des arts électroniques), qui développe un programme éducatif permanent pour les arts et les technologies électroniques dont l'approche pédagogique vise à réconcilier les connaissances académiques et les connaissances non standard et traditionnelles de l'Amérique latine. 
Ce contexte a initié «Alexandra» à un projet de bibliothèque numérique gratuit qui fournit des ressources sélectionnées pour la recherche en technologies, arts et sciences humaines.
Outre des expositions et des activités éducatives, La Casa Ida a plaidé en faveur d'une révolution dans les politiques culturelles et éducatives pour les institutions gouvernementales péruviennes, qui englobe les applications créatives des technologies open source. En ce sens, parmi les projets les plus importants générés, nous trouvons CulturaLima.org, un système d’information collaborative sur les écosystèmes culturels, créé en 2011 et lancé depuis 2013 par le ministère de la Culture du Pérou sous le nom d’Infoartes,. Comme ça aussi, le forum national des arts électroniques ARTEC était un événement annuel qui, de 2009 à 2012, a réuni des artistes nationaux et internationaux et des experts en humanités numériques et en technologie, pour des débats, des échanges et des expositions.
De 2011 à 2013, La Casa Ida a organisé des expositions et des interventions périodiques de vidéo-mapping sur des bâtiments emblématiques appelés Pantalla Urbana (écran urbain,,).
Au cours de ses années actives, La Casa Ida a collaboré avec des organisations, des chercheurs, des activistes et des artistes du monde entier tels que: Alta Tecnología Andina ATA, le label Aloardi, MALI Art Musée de Lima, le Conseil des arts du Canada, MAC - Musée d'Art contemporain de Lima, Escuelab, Etopia Centre d'Art et de Technologie, Ibermusicas, le groupe de recherche ISONAR de l'Université San Martín de Porres, le critique d'art Jorge Villacorta, Ministère de la Culture du Pérou, le Théâtre municipal de Lima, l'École nationale des beaux-arts Ensabap, Organisation des États ibéro-américains OEI, Otelo - Offenes Technologielabor, Pro Helvetia, Aecid Agence espagnole pour le développement international et la Cooperation, V2 Institute for unstable media, entre autres,,.